# 永平中学
永平中學（英文：Yong Peng High School），或稱永平獨中，簡稱永中，是一所位於馬來西亞柔佛永平的華文獨立中學。1957年時，由刘意光、黃紹楠等人於永平小學之基礎上献议籌辦之。目前，其就讀學生多源自永平、新港、南利及巴力安尼。2016年，「陈宋丽」女士暂时担任代校长一职，并于2017年正式受委任为永中校长。2018年起，由「郑国富」先生接任校长职位，并重组行政团队。2020年，谭细湄女士接任校长，并提出实行双轨制，即IGCSE课程兼统考课程。2022下半年，李保康先生接任校长，谭细湄女士则被任命为永平中学顾问，任职至2022年末。

## 联课团体

### 学术团体
- 数理学会
- 英文学会

### 制服团体
- 男童军
- 女童军
- 圣约翰救伤队

### 演艺团体
- 武术团
- 舞蹈团
- 华乐团
- 合唱团
- 管乐团
- 二十四节令鼓队

### 学艺团体
- 美术学会
- 烹饪学会
- 多媒体社（前“校园报报看”）

### 服务团体
- 学长团
- 司仪小组
- 图书馆服务团
- 音响小组

## 传统与文化

### 校歌
黉舍巍峨着令名
时闻弦诵声
莘莘学子
一堂聚会喜盈盈
孜孜不倦齐努力
学业期有成
愿同学精诚团结
爱我永中

## 姐妹校

### 台湾
臺中市私立明道高級中學
屏東縣國立潮州高級中學

## 升學管道
畢業校友持著「馬來西亞董教總全國統一考試文憑(簡稱UEC)在各國學府都有不少積極的表現。
近年來，在學校的積極引導下，開闢了不少的升學管道，尤其是前往台灣最為多數。
- 台灣
- 澳洲
- 中國
- 日本
- 加拿大
- 美國
- 新加坡
- 馬來西亞
- 缅甸
- 泰国
- 俄罗斯

## 外部連結
- 永平中学
- 永中校友全球服務網 （页面存档备份，存于）
- 永平中学的Facebook專頁